# گروداش
گروداش (به صربی: Grudaš) یک منطقهٔ مسکونی در صربستان است که در ژیتوراجا واقع شده‌است.